# Cârjei
Cârjei – wieś w Rumunii, w okręgu Mehedinți, w gminie Hinova. W 2011 roku liczyła 21 mieszkańców.